# Nokia C3-00
Nokia C3-00 – telefon komórkowy produkowany przez fiński koncern Nokia. Pierwszy featurephone Nokii w konstrukcji BAR z klawiaturą QWERTY pod ekranem.

## Dane ogólne
- Wysokość (mm): 115,5 mm
- Szerokość (mm): 58,1 mm
- Grubość (mm): 13,6 mm
- Czas czuwania (maksymalny): 800 godzin
- Czas rozmowy (maksymalny): 420 minut

## Multimedia i transmisja danych
- Bluetooth
- Odtwarzacz muzyki
- Aparat fotograficzny 2 mpix

## Wiadomości
- SMS
- MMS
- Długie wiadomości